# Copa de la CEI 1994
La Copa de la CEI 1994 es la segunda edición del torneo de fútbol a nivel de clubes organizado por la Unión de Fútbol de Rusia, que contó con la participación de 16 equipos de los países que formaban a la Unión Soviética.
El campeón defensor FC Spartak de Moscú venció en la final al FK Neftchi Fergana en Moscú para ser campeón por segunda ocasión consecutiva.

## Participantes
| Equipo            | Clasificación                                                                                                   | Apariciones |
| ----------------- | --- | ----------- |
| Spartak Moscú     | Campeón de la 1993 Russian Top League                                                                           | 2           |
| Dinamo Minsk      | Campeón de la 1992–93 Belarusian Premier League                                                                 | 1           |
| ROMAR Mažeikiai   | Líder de la 1993–94 A Lyga Durante la pausa invernal                                                            | 1           |
| Skonto Riga       | Campeón de la 1993 Latvian Higher League                                                                        | 2           |
| Norma Tallinn     | Campeón de la 1992–93 Meistriliiga                                                                              | 2           |
| Zimbru Chișinău   | Campeón de la 1992–93 Moldovan National Division                                                                | 2           |
| Dinamo Tbilisi    | Campeón de la 1992–93 Umaglesi Liga                                                                             | 2           |
| Qarabağ Agdam     | Campeón de la 1993 Azerbaijan Top League                                                                        | 1           |
| Ararat Yerevan    | Campeón de la 1993 Armenian Premier League                                                                      | 1           |
| Ansat Pavlodar    | Campeón de la 1993 Kazakhstan Premier League                                                                    | 1           |
| Neftchi Fergana   | Campeón de la 1993 Uzbek League                                                                                 | 1           |
| Sitora Dushanbe   | Campeón de la 1993 Tajik League                                                                                 | 1           |
| Alga-RIIF Bishkek | Campeón de la 1993 Kyrgyzstan League                                                                            | 2           |
| Köpetdag Aşgabat  | Campeón de la 1993 Ýokary Liga                                                                                  | 2           |
| Rusia             | Particpante no oficial, no es elegible para avanzar de la fase de grupos.                                       | 1           |
| Dinamo Moscú      | 3º lugar de la 1993 Russian Top League. Participante no oficial, no elegible para avanzar de la fase de grupos. | 1           |

## Fase de grupos

### Grupo A
| Equipo          | J | G | E | P | GF | GC | GD  | Pts |
| --------------- | - | - | - | - | -- | -- | --- | --- |
| Spartak Moscú   | 3 | 3 | 0 | 0 | 16 | 1  | +15 | 6   |
| Zimbru Chișinău | 3 | 1 | 1 | 1 | 3  | 4  | -1  | 3   |
| Ansat Pavlodar  | 3 | 1 | 0 | 2 | 7  | 12 | -5  | 2   |
| Norma Tallinn   | 3 | 0 | 1 | 2 | 2  | 11 | -9  | 1   |

| 29 de enero de 1994 | Spartak Moscú                                     | 3 – 0 | Norma Tallinn | CSKA Palace of Sports, Moscú                          |                                                       |
|                     | Onopko 51' · Teryokhin 54' · Lediakhov 67' (pen.) |       |               | Asistencia: 3,000 espectadores Árbitro(s): Vadim Zhuk | Asistencia: 3,000 espectadores Árbitro(s): Vadim Zhuk |

| 29 de enero de 1994 | Zimbru Chișinău | 1 – 0 | Ansat Pavlodar | Spartak Manege, Moscú                                   |                                                         |
|                     | Miterev 55'     |       |                | Asistencia: 50 espectadores Árbitro(s): Viktor Filippov | Asistencia: 50 espectadores Árbitro(s): Viktor Filippov |

| 30 de enero de 1994 | Spartak Moscú                              | 3 – 1 | Zimbru Chișinău | CSKA Palace of Sports, Moscú                               |                                                            |
|                     | Beschastnykh 3' 24' · Lediakhov 67' (pen.) |       | Testemițanu 76' | Asistencia: 4,000 espectadores Árbitro(s): Slavik Kazaryan | Asistencia: 4,000 espectadores Árbitro(s): Slavik Kazaryan |

| 30 de enero de 1994 | Ansat Pavlodar                                                       | 7 – 1 | Norma Tallinn | Spartak Manege, Moscú                                      |                                                            |
|                     | Konyukhov 10' · Duzmambetov 31' · Bush 40' 41' · Antonov 57' 74' 83' |       | Toštšev 67'   | Asistencia: 100 espectadores Árbitro(s): Merab Malaguradze | Asistencia: 100 espectadores Árbitro(s): Merab Malaguradze |

| 31 de enero de 1994 | Ansat Pavlodar | 0 – 10 | Spartak Moscú                                                                                         | CSKA Palace of Sports, Moscú                              |                                                           |
|                     |                |        | Pisarev 7' · Tsymbalar 22' · Mamedov 31' · Beschastnykh 33' 39' 65' · Onopko 38' · Karpin 62' 79' 88' | Asistencia: 3,000 espectadores Árbitro(s): Rustam Ragimov | Asistencia: 3,000 espectadores Árbitro(s): Rustam Ragimov |

| 31 de enero de 1994 | Norma Tallinn | 1 – 1 | Zimbru Chișinău | Spartak Manege, Moscú                                    |                                                          |
|                     | Pushtov 47'   |       | Boreț 77'       | Asistencia: 100 espectadores Árbitro(s): Valentin Ivanov | Asistencia: 100 espectadores Árbitro(s): Valentin Ivanov |

### Grupo B

#### Tabla No Oficial
| Equipo           | J | G | E | P | GF | GC | GD | Pts |
| ---------------- | - | - | - | - | -- | -- | -- | --- |
| Dinamo Moscú     | 3 | 3 | 0 | 0 | 10 | 2  | +8 | 6   |
| Köpetdag Aşgabat | 3 | 2 | 0 | 1 | 8  | 5  | +3 | 4   |
| Skonto Riga      | 3 | 1 | 0 | 2 | 4  | 6  | -2 | 2   |
| Ararat Yerevan   | 3 | 0 | 0 | 3 | 3  | 12 | -9 | 0   |

#### Tabla Oficial
| Equipo           | J | G | E | P | GF | GC | GD | Pts |
| ---------------- | - | - | - | - | -- | -- | -- | --- |
| Köpetdag Aşgabat | 2 | 2 | 0 | 0 | 6  | 2  | +4 | 4   |
| Skonto Riga      | 2 | 1 | 0 | 1 | 4  | 4  | 0  | 2   |
| Ararat Yerevan   | 2 | 0 | 0 | 2 | 3  | 7  | -4 | 0   |

| 29 de enero de 1994 | Köpetdag Aşgabat                      | 2 – 3 | Dinamo Moscú                                  | Dynamo Manage, Moscú                                     |                                                          |
|                     | Nurmyradow 47' (pen.) · K.Meredow 87' |       | I.Nekrasov 6' · Smertin 58' · Dobrovolski 76' | Asistencia: 2,000 espectadores Árbitro(s): Z. Abdullayev | Asistencia: 2,000 espectadores Árbitro(s): Z. Abdullayev |

| 29 de enero de 1994 | Ararat Yerevan                       | 2 – 3 | Skonto Riga                                   | Spartak Manage, Moscú                                   |                                                         |
|                     | Sarkisyan 68' (pen.) · Stepanyan 87' |       | Babičevs 23' · Semjonovs 47' · Sļesarčuks 86' | Asistencia: 300 espectadores Árbitro(s): Sergei Anokhin | Asistencia: 300 espectadores Árbitro(s): Sergei Anokhin |

| 30 de enero de 1994 | Dinamo Moscú                     | 2 – 0 | Skonto Riga | Dynamo Manage, Moscú                                      |                                                           |
|                     | Smertin 23' · Smirnov 48' (pen.) |       |             | Asistencia: 2,000 espectadores Árbitro(s): Rustam Ragimov | Asistencia: 2,000 espectadores Árbitro(s): Rustam Ragimov |

| 30 de enero de 1994 | Ararat Yerevan | 1 – 4 | Köpetdag Aşgabat                               | Spartak Manage, Moscú                                    |                                                          |
|                     | Gspeyan 22'    |       | Korzh 20' · K.Meredow 41' 49' · Nurmyradow 47' | Asistencia: 150 espectadores Árbitro(s): Viktor Filippov | Asistencia: 150 espectadores Árbitro(s): Viktor Filippov |

| 31 de enero de 1994 | Dinamo Moscú                                                  | 5 – 0 | Ararat Yerevan | Dynamo Manage, Moscú                                       |                                                            |
|                     | Smirnov 60' · Dobrovolski 79' · Shalnev 84' · Samatov 85' 86' |       |                | Asistencia: 2,000 espectadores Árbitro(s): Abduraim Babaev | Asistencia: 2,000 espectadores Árbitro(s): Abduraim Babaev |

| 31 de enero de 1994 | Skonto Riga  | 1 – 2 | Köpetdag Aşgabat            | Spartak Manage, Moscú                                     |                                                           |
|                     | Tarasovs 24' |       | Kirillov 8' · D.Meredow 39' | Asistencia: 100 espectadores Árbitro(s): Sergei Khusainov | Asistencia: 100 espectadores Árbitro(s): Sergei Khusainov |

### Grupo C
| Equipo          | J | G | E | P | GF | GC | GD  | Pts |
| --------------- | - | - | - | - | -- | -- | --- | --- |
| Dinamo Tbilisi  | 3 | 3 | 0 | 0 | 14 | 3  | +11 | 6   |
| Qarabağ Agdam   | 3 | 2 | 0 | 1 | 6  | 4  | +2  | 4   |
| ROMAR Mažeikiai | 3 | 1 | 0 | 2 | 8  | 10 | -2  | 2   |
| Sitora Dushanbe | 0 | 0 | 0 | 3 | 5  | 16 | -11 | 0   |

| 29 de enero de 1994 | Sitora Dushanbe | 0 – 4 | Qarabağ Agdam                         | Dynamo Manage, Moscú                                          |                                                               |
|                     |                 |       | M.Huseynov 14' 89' · M.Aliyev 35' 37' | Asistencia: 400 espectadores Árbitro(s): Vladimir Ovchinnikov | Asistencia: 400 espectadores Árbitro(s): Vladimir Ovchinnikov |

| 29 de enero de 1994 | Dinamo Tbilisi                                               | 5 – 1 | ROMAR Mažeikiai     | Dynamo Manage, Moscú                                        |                                                             |
|                     | Inalishvili 27' (pen.) 41' 71' (pen.) · Kavelashvili 65' 69' |       | Gudaitis 79' (pen.) | Asistencia: 2,500 espectadores Árbitro(s): Sergei Khusainov | Asistencia: 2,500 espectadores Árbitro(s): Sergei Khusainov |

| 30 de enero de 1994 | Dinamo Tbilisi                                              | 6 – 2 | Sitora Dushanbe                     | CSKA Palace of Sports, Moscú                                |                                                             |
|                     | Kavelashvili 5' · Inalishvili 8' 35' 39' 52' · Iashvili 84' |       | Tolibov 55' · Bobokhanov 62' (pen.) | Asistencia: 3,200 espectadores Árbitro(s): Nikolay Obyedkov | Asistencia: 3,200 espectadores Árbitro(s): Nikolay Obyedkov |

| 30 de enero de 1994 | Qarabağ Agdam                | 2 – 1 | ROMAR Mažeikiai | Spartak Manege, Moscú                                          |                                                                |
|                     | Abushev 48' · M.Huseynov 62' |       | Pocius 42'      | Asistencia: 200 espectadores Árbitro(s): Vladimir Direktorenko | Asistencia: 200 espectadores Árbitro(s): Vladimir Direktorenko |

| 31 de enero de 1994 | Qarabağ Agdam | 0 – 3 | Dinamo Tbilisi                                             | Dynamo Manage, Moscú                                      |                                                           |
|                     |               |       | Tkebuchava 42' · Kavelashvili 47' · Inalishvili 89' (pen.) | Asistencia: 3,000 espectadores Árbitro(s): Sergei Anokhin | Asistencia: 3,000 espectadores Árbitro(s): Sergei Anokhin |

| 31 de enero de 1994 | Sitora Dushanbe                                 | 3 – 6 | ROMAR Mažeikiai                                                               | Spartak Manege, Moscú                                   |                                                         |
|                     | Bobokhanov 24' · Tukhtaev 42' · Igamberdyev 77' |       | Vaineikis 4' · Pocius 18' 23' · Dančenka 52' · Vilčiauskas 64' · Gudaitis 83' | Asistencia: 100 espectadores Árbitro(s): Yuri Vergopulo | Asistencia: 100 espectadores Árbitro(s): Yuri Vergopulo |

### Grupo D

#### Tabla No Oficial
| Equipo            | J | G | E | P | GF | GC | GD  | Pts |
| ----------------- | - | - | - | - | -- | -- | --- | --- |
| Russia            | 3 | 3 | 0 | 0 | 16 | 0  | +16 | 6   |
| Neftchi Fergana   | 3 | 2 | 0 | 1 | 11 | 6  | +5  | 4   |
| Dinamo Minsk      | 3 | 1 | 0 | 2 | 11 | 6  | +5  | 2   |
| Alga-RIIF Bishkek | 3 | 0 | 0 | 3 | 0  | 26 | -26 | 0   |

#### Tabla Oficial
| Equipo            | J | G | E | P | GF | GC | GD  | Pts |
| ----------------- | - | - | - | - | -- | -- | --- | --- |
| Neftchi Fergana   | 2 | 2 | 0 | 0 | 11 | 1  | +10 | 4   |
| Dinamo Minsk      | 2 | 1 | 0 | 1 | 11 | 5  | +6  | 2   |
| Alga-RIIF Bishkek | 2 | 0 | 0 | 2 | 0  | 16 | -16 | 0   |

| 29 de enero de 1994 | Neftchi Fergana                                                     | 6 – 0 | Alga-RIIF Bishkek | Spartak Manege, Moscú                                    |                                                          |
|                     | Bozorov 21' 48' · R.Durmonov 23' · Quttiboev 41' 66' · Miklyaev 47' |       |                   | Asistencia: 100 espectadores Árbitro(s): Slavik Kazaryan | Asistencia: 100 espectadores Árbitro(s): Slavik Kazaryan |

| 29 de enero de 1994 | Dinamo Minsk | 0 – 1 | Rusia        | CSKA Palace of Sports, Moscú                                      |                                                                   |
|                     |              |       | Karsakov 38' | Asistencia: 2,000 espectadores Árbitro(s): Binaretdin Sultanbayev | Asistencia: 2,000 espectadores Árbitro(s): Binaretdin Sultanbayev |

| 30 de enero de 1994 | Dinamo Minsk | 1 – 5 | Neftchi Fergana                                                  | Dynamo Manage, Moscú                                            |                                                                 |
|                     | Shukanov 8'  |       | Fyodorov 13' (pen.) 67' (pen.) · Bozorov 16' 36' · Zavalnyuk 26' | Asistencia: 1,000 espectadores Árbitro(s): Vladimir Ovchinnikov | Asistencia: 1,000 espectadores Árbitro(s): Vladimir Ovchinnikov |

| 30 de enero de 1994 | Alga-RIIF Bishkek | 0 – 10 | Rusia | Dynamo Manage, Moscú                                          |                                                               |
|                     |                   |        | Talalayev 11' (pen.) 23' 26' 30' (pen.) · Ayupov 12' · Simutenkov 55' · Fayzulin 65' 85' · Kulik 66' · Karsakov 73' | Asistencia: 200 espectadores Árbitro(s): Konstantin Partsalis | Asistencia: 200 espectadores Árbitro(s): Konstantin Partsalis |

| 31 de enero de 1994 | Alga-RIIF Bishkek | 0 – 10 | Dinamo Minsk | Dynamo Manage, Moscú                                      |                                                           |
|                     |                   |        | Kachura 7' 22' 56' · Zhuravel 14' · Shukanov 26' 40' (pen.) · Mayorov 57' · Charnyawski 65' 67' · Vostrykaw 67' | Asistencia: 500 espectadores Árbitro(s): Vladimir Antonov | Asistencia: 500 espectadores Árbitro(s): Vladimir Antonov |

| 31 de enero de 1994 | Rusia                                                                | 5 – 0 | Neftchi Fergana | CSKA Palace of Sports, Moscú                          |                                                       |
|                     | Grishin 7' · Fayzulin 10' · Kupriyanov 36' · Kulik 70' · Drozdov 80' |       |                 | Asistencia: 500 espectadores Árbitro(s): A.Zakarlyuka | Asistencia: 500 espectadores Árbitro(s): A.Zakarlyuka |

## Fase Final

### Semifinales
| 2 de febrero de 1994 | Spartak Moscú                                           | 5 – 1 | Köpetdag Aşgabat | Olympic Sport Complex, Moscú                          |                                                       |
|                      | Beschastnykh 38' 81' · Lediakhov 63' · Rodionov 69' 71' |       | Mingazow 82'     | Asistencia: 6,000 espectadores Árbitro(s): Vadim Zhuk | Asistencia: 6,000 espectadores Árbitro(s): Vadim Zhuk |

| 2 de febrero de 1994 | Dinamo Tbilisi                   | 2 – 3 | Neftchi Fergana                                      | Olympic Sport Complex, Moscú                               |                                                            |
|                      | Revishvili 10' · Inalishvili 31' |       | Fyodorov 45' (pen.) · R.Durmonov 57' · Zavalnyuk 66' | Asistencia: 7,000 espectadores Árbitro(s): Viktor Filippov | Asistencia: 7,000 espectadores Árbitro(s): Viktor Filippov |

### Final
| 4 de febrero de 1994 | Spartak Moscú                                                                           | 7 – 0 | Neftchi Fergana | Olympic Sport Complex, Moscú                               |                                                            |
|                      | Beschastnykh 16' 49' 75' · Lediakhov 41' · Ternavsky 62' · Alenichev 66' · Rodionov 77' |       |                 | Asistencia: 12,000 espectadores Árbitro(s): Rustam Ragimov | Asistencia: 12,000 espectadores Árbitro(s): Rustam Ragimov |

## Campeón
| Copa de la CEI 1994           |
| ----------------------------- |
| Bandera de Rusia              |
| FC Spartak de Moscú 2º Título |

## Máximos goleadores
| # | Futbolista            | Equipo          | Goles |
| - | --------------------- | --------------- | ----- |
| 1 | Vladimir Beschastnykh | Spartak Moscú   | 10    |
| 2 | Gela Inalishvili      | Dinamo Tbilisi  | 9     |
| 3 | Igor Lediakhov        | Spartak Moscú   | 4     |
| 3 | Ravshan Bozorov       | Neftchi Fergana | 4     |
| 3 | Mikheil Kavelashvili  | Dinamo Tbilisi  | 4     |
| 3 | Andrei Talalayev      | Rusia sub-21    | 4     |